# Bladstilk
Inden for botanikken er bladstilken ("petiolen") den stængel, som holder bladet fast på skuddet. Bladstilken er dermed mellemleddet mellem stænglen og bladet, og den har oftest samme indre opbygning som stænglen. Udvækster på siden af bladstilken kaldes akselblade. Blade, som mangler en stilk, kaldes siddende, mens de, som blot har en ganske kort stilk, kaldes halvsiddende. Endelig er der bladene hos græsserne, som har en struktur, der kaldes skedehinden (ligula).